# Papa Evarist
Papa Evarist (latin. Euaristus) (n. secolul I d.Hr., Antiohia, Siria, Imperiul Roman – d. 105 d.Hr., Roma, Imperiul Roman), de origine grec, sărbătorit ca sfânt pe 26 octombrie.

## Viața
Despre Evarist nu se cunoaște aproape nimic. Se pare că era grec din Antiohia, născut la Betleem. Numele său ar însemna: „cel ce este plăcut, agreat”.
Conform tradiției, urcă pe scaunul lui Petru înainte de moartea predecesorului său, Papa Clement I, Romanul. Motivul acestei „urcări premature” pe scaunul lui Petru este prezentat de Eusebiu din Cezareea cam așa: Autoritatea afirmată de Papa Clement I a început să dea bătaie de cap și să-i deranjeze pe conducătorii imperiului, de aceea l-au arestat și l-au trimis în exil la Cherson Taurico (Crimeea de azi). În fața acestei situații, ca Biserica Romei și ceilalți creștini să nu rămână fără păstor,  Papa Clement I „ a transmis ministerul sacru lui Evarist” (Eusebiu, Historia ecclesiastica). 
De precizat totuși că izvoarele antice nu concordă nici în ceea ce privește locul său în șirul papilor, nici în ceea ce privește datele pontificatului său. Se cunoaște că a fost ales în timpul celei de-a doua persecuție împotriva creștinilor, inițiată de Împăratului roman Domițian.

## Locul pe lista papilor
În ceea ce privește locul pe lista papilor: este al 4-lea în seria cu început pus de Petru și Paul. Tradiția redată de Liber Pontificalis îl plasează pe locul al 6-lea, modificând ordinea predecesorilor săi în felul acesta: întâi  Papa Clement I, apoi Papa Anaclet.

## Durata pontificatului
În ceea ce privește durata pontificatului: după Eusebiu ar fi pontificat 8 sau 9 ani; după Liber Pontificalis aproape 10 ani; după Catalogul Liberian (sec- al IV-lea), care îl numește Aristus, ar fi pontificat 13 ani și 10 luni. Aceste cifre însă sunt numai ipotetice.
Istoricii pun la îndoială și afirmația Liber Pontificalis cu privire la locul său de baștină: Betleem.

## Reforme atribuite lui de tradiție
Acestui papă i se datorează - conform tradiției neconfirmate de date probante - o nouă organizare ecleziastică: constituirea parohiilor în cadru episcopiilor. Parohiile au luat naștere ca „Tittuli”, sau locul unde „liderii” creștini îndurau martiriul, acolo, mai întâi, era ridicată o cruce, iar mai apoi o biserică.
Tot lui i se atribuie – dar fără probe concrete și, anacronic – organizarea căsătoriei ca act public.

## Martiriul incert
„Annuario Pontificio” îl prezintă martir, dar nu sunt date istorice obiective care să ateste acest fapt. Actele martiriului său sunt considerate legendare ca de altfel și informația conform căreia ar fi fost înmormântat lângă sf. Petru, că ar fi „împărțit Roma în 25 de parohii”, că ar fi instituit 7 diaconi care să-l asiste la Liturghie ca martori ai ortodoxiei sale și ca „stenografi” ai predicilor sale, că ar fi hirotonit 17 preoți și 15 episcopi. Două scrisori și două fragmente de decretalii atribuite lui, cu siguranță nu îi aparțin.
Chiar dacă nu se cunoaște nimic credibil, nu sunt motive - zic istoricii - de dubiu asupra poziției sale preeminente deținută în biserica romană.
Este pomenit la 26 octombrie.